# Pteroplius acuminatus
Pteroplius acuminatus är en skalbaggsart som beskrevs av Audinet-serville 1835. Pteroplius acuminatus ingår i släktet Pteroplius och familjen långhorningar. Inga underarter finns listade i Catalogue of Life.